# Piuskapelle (Furtwangen)

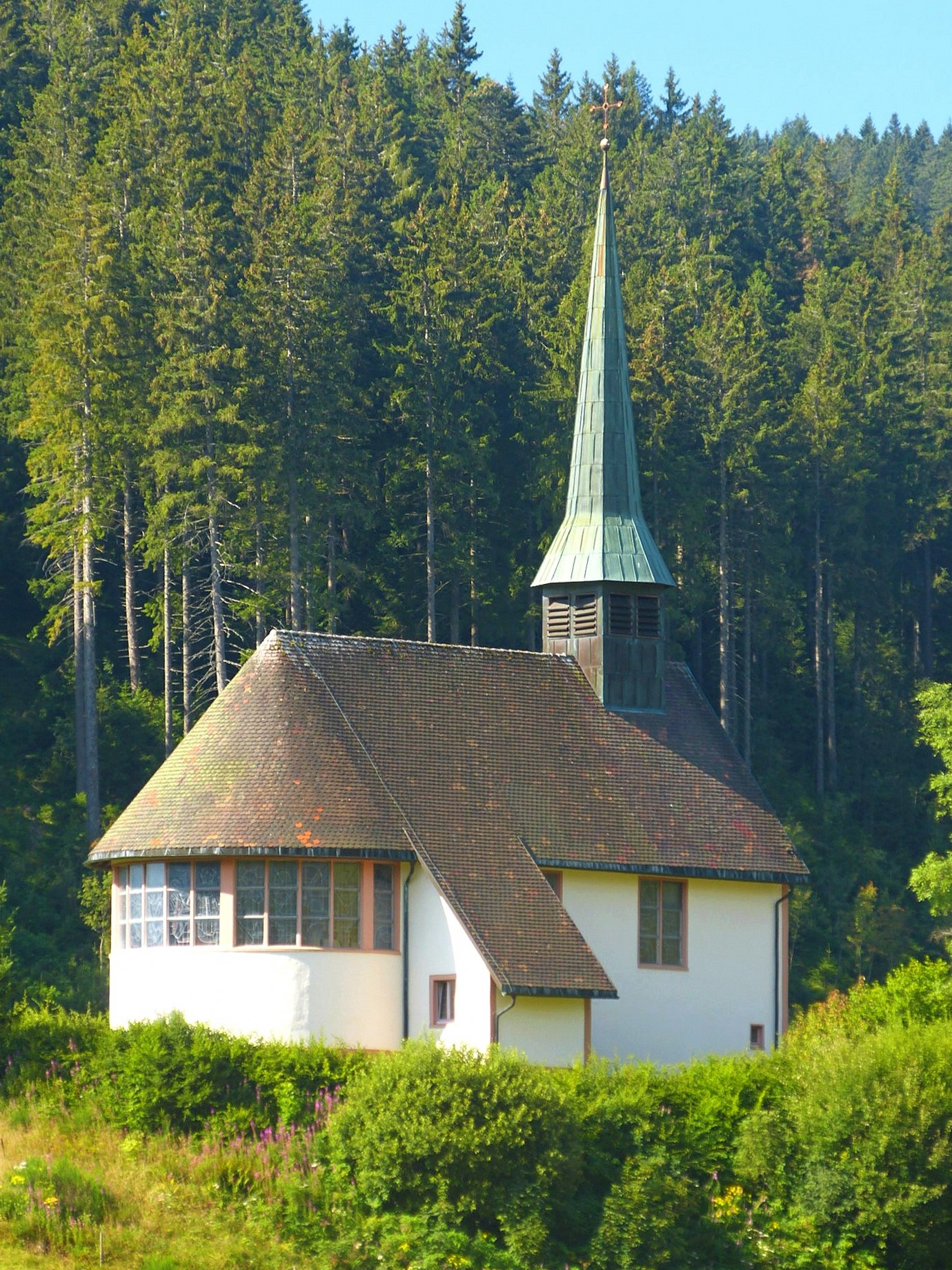
Die Piuskapelle im Jahr 2016

Die Piuskapelle ist ein römisch-katholisches Gotteshaus auf einem Hügel oberhalb des Katzensteigtals bei Furtwangen unweit der Bregquelle.

## Geschichte
Katholiken in Furtwangen legten während des Zweiten Weltkrieges das Gelübde ab, eine Kapelle zu Ehren der Gottesmutter zu bauen, wenn Furtwangen von Kriegseinwirkungen verschont bleibe. Als Standort für diese künftige Kapelle wurde der „kleine Katzenbuckel“ beim Schulhaus im Ortsteil Katzensteig vorgeschlagen. Das Grundstück wurde von dem Ehepaar Hubert und Edwine Kirner, das den Doldenhof bewirtschaftete, zur Verfügung gestellt. Der Bauplatz schien indes, von Furtwangen aus gesehen, zu entlegen, um zum Inhalt des Gelübdes zu passen. So wurde schließlich, um das Versprechen einzulösen, die Fatimakapelle errichtet, die sich näher am Stadtgebiet befindet.
Aber der Bau eines Gotteshauses in der abgelegenen Gegend beim Katzensteig schien dennoch wünschenswert. In einem Schreiben an das Erzbischöfliche Bauamt vom 21. September 1953 wird als Begründung angegeben, die Bewohner des Tals, um die 50 Familien bzw. rund 200 Personen, seien „religiös nicht sehr aktiv“, was an dem weiten und beschwerlichen Weg bis zur nächsten Kirche liege. Daher hielt man am Bau einer Kapelle auf dem Katzenbuckel fest. Treibende Kräfte waren unter anderem der Stadtpfarrer Stephan Blattmann und der Ortschronist und ehemalige Bürgermeister Furtwangens Ludwig Zier. In Eigenleistung wurde zunächst ein Weg auf den Hügel angelegt. Nach der Währungsreform wurde um die Baugenehmigung ersucht und das Erzbischöfliche Bauamt um die Planung gebeten. Am 12. Juli 1954 wurde mit den Bauarbeiten begonnen, am 9. August desselben Jahres der Grundstein der schlichten Kapelle mit der charakteristischen runden Apsis gelegt. Als Patron wählte man den 1954 heiliggesprochenen Papst Pius X., dessen bäuerliche Herkunft angesichts des Standortes der Kapelle passend schien. Im Oktober 1954 feierte man das Richtfest. Am 4. November 1956 wurde die Piuskapelle durch den Generalvikar Simon Hirt geweiht. Ein Eckstein aus Granit auf der Eingangsseite trägt die Jahresangabe 1954 für das Jahr der Grundsteinlegung.
Finanziert wurde die Piuskapelle zum Teil mit Spenden; unter anderem wurden fast 100 Festmeter Holz, mehrere alte Münzen aus Gold und Silber sowie Schmuck gespendet. 1981 wurde eine Renovierung durchgeführt, 2021 erhielt die Kapelle sogenannte OrbiHeater.
53 Jahre lang wurden in der Piuskapelle regelmäßig Sonntagsgottesdienste abgehalten; insgesamt 17 Patres der Salesianer Don Boscos versahen im Laufe der 47 Jahre, die sie in Furtwangen präsent waren, diesen Dienst. Seit die Salesianer ihren Standort Furtwangen aufgegeben haben, gibt es keine regelmäßigen Gottesdienste mehr in der Kapelle. Insbesondere für Hochzeiten wird sie aber nach wie vor genutzt.

## Fenster und Geläut
An Stelle des ursprünglich geplanten Gotteshaus für 200 Personen hatte man schließlich eine deutlich kleinere Kapelle mit Buntglasfenstern errichtet. Den ersten Entwurf lehnten die Stiftungsräte ab, weil die heilige Maria Goretti ein zu altes Gesicht und viel zu große Füße habe. Schließlich entschied man sich für den Entwurf eines anderen Bewerber, Hans Baumhauer, dessen Fenster 7200 DM kosteten. Sie zeigen unter anderem den Namenspatron der Kirche, Pius X., sowie das Leiden des Herrn. Im Zentrum steht ein segnender Jesus Christus als letzter Richter in der Mandorla, umgeben von Engeln und heiligen Frauen und mit einem Kreuznimbus. Über dem Altar der Kapelle hängt ein großes Kruzifix, auf der Empore befindet sich eine kleine Orgel.
Die Läuteeinrichtung wurde 1958 fertiggestellt. Die erste Glocke stammte aus der Konstanzer Stadtkirche. Sie war 1863 von Karl Rosenlächer in Konstanz gegossen worden, zunächst als kleinste Glocke und Totenglocke des Geläuts der Konstanzer Stadtkirche. Die anderen drei Glocken aus diesem Geläute hatte die Kirche 1942 im Krieg eingebüßt; 1952 hatte sie ein neues Geläute erhalten. Die zweite Glocke der Piuskapelle wurde 1904 von Benjamin Grüninger in Villingen gegossen. Die beiden aus Bronze gegossenen Glocken stehen im Intervall einer Großen Terz zueinander; die Rosenlächer-Glocke ist auf des"-4 gestimmt, die Grünigerglocke auf f-7". Die Glocken hängen in einem hölzernen Glockenstuhl, der sich in dem ebenfalls hölzernen Glockenturm befindet. Dieser steht mittig über dem Eingangsgiebel der Kapelle.